# Animatronic
Animatronic je treći studijski album norveškog metal-sastava The Kovenant. Album je 16. studenoga 1999. objavila diskografska kuća Nuclear Blast Records. Prvi je album sastava objavljen pod imenom The Kovenant.

## Popis pjesama
Tekstovi i glazba: The Kovenant. 
| 1.    | »Mirrors Paradise«                      | 5:01 |
| 2.    | »New World Order«                       | 4:30 |
| 3.    | »Mannequin«                             | 5:00 |
| 4.    | »Sindrom«                               | 5:30 |
| 5.    | »Jihad«                                 | 5:58 |
| 6.    | »The Human Abstract«                    | 4:55 |
| 7.    | »Prophecies of Fire«                    | 4:38 |
| 8.    | »In the Name of the Future«             | 4:56 |
| 9.    | »Spaceman« (obrada pjesme Babylon Zooa) | 5:23 |
| 10.   | »The Birth of Tragedy«                  | 5:16 |
| 51:07 |                                         |      |

## Zasluge
The Kovenant
- Lex Icon – vokal, bas-gitara
- Psy Coma – gitara, klavijature
- von Blomberg – bubnjevi

Dodatni glazbenici
- Eileen Küpper – vokal

Ostalo osoblje
- Matthias Klinkmann – inženjer zvuka
- Siggy Bemm – produkcija
- Per Heimly – fotografije